# Eugênio de Melo (São José dos Campos)
Eugênio de Melo é um distrito do município brasileiro de São José dos Campos, que integra a Região Metropolitana do Vale do Paraíba e Litoral Norte, no interior do estado de São Paulo.

## História

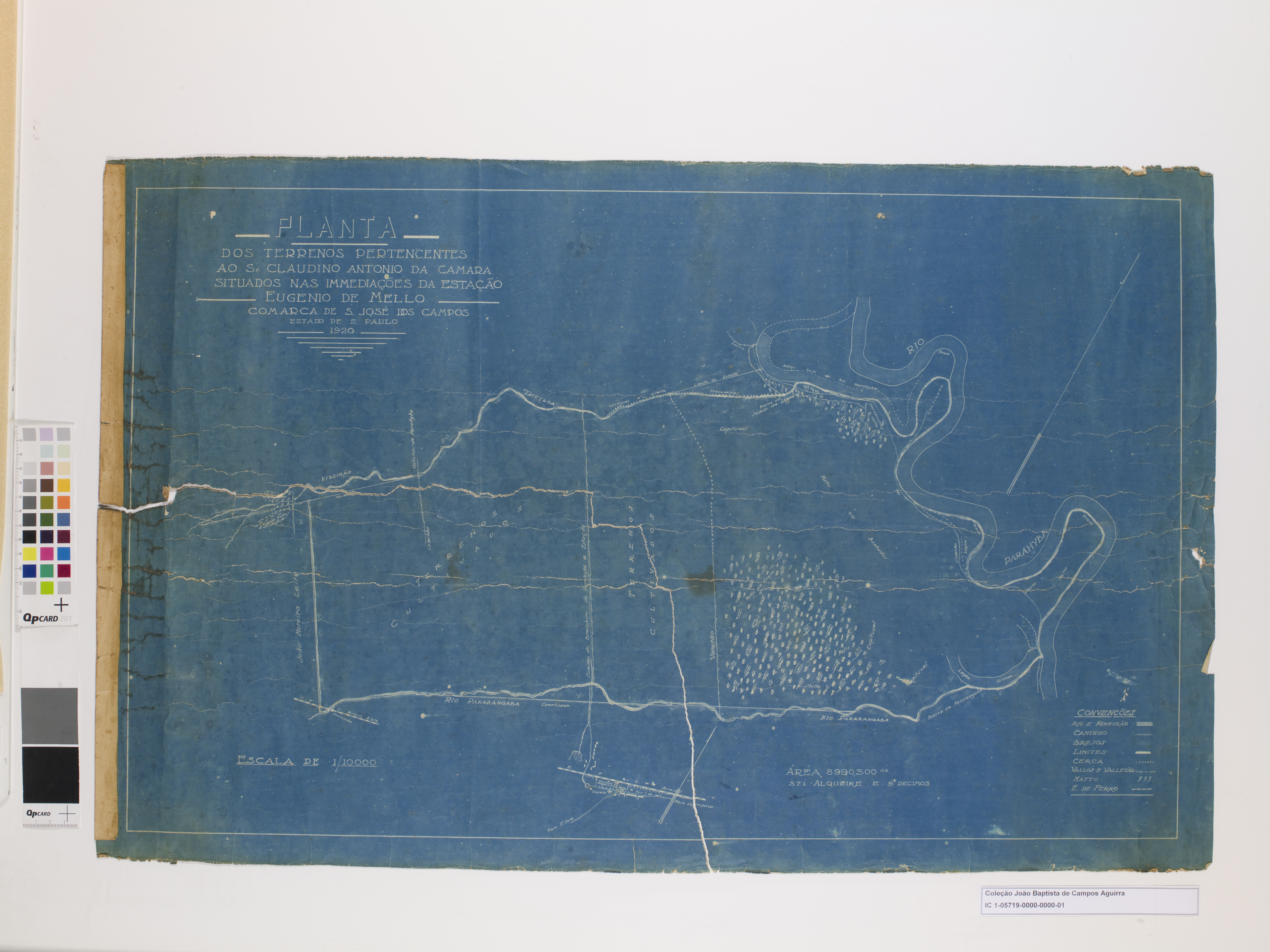
Mapa de 1920 exibindo os arredores da Estação Eugênio de Melo

### Origem
No final do século XIX a área onde atualmente se situa o distrito de Eugênio de Melo exerceu importante papel na economia do município de São José dos Campos.  A ocupação da região teve início com a instalação da fazenda Galo Branco, produtora de cana-de-açúcar, banana e principalmente café. . Com o sucesso de produtividade, outras fazendas também se instalaram na região com objetivo de produzir café para atender a crescente demanda internacional por este grão
Devido à expressiva produção, a partir deste local eram exportados grandes quantidades de café, originados de plantações existentes na região. Deste modo, nas proximidades da fazenda Galo Branco surgiu um pequeno vilarejo, o qual recebeu a denominação de Nossa Senhora dos Cafezais.
Para viabilizar as crescentes exportações, foi empreendida a construção de uma estação ferroviária no ramal da ferrovia Central do Brasil que cruzava o povoado. Esta instalação, que foi inaugurada em 28 de agosto de 1877. , recebeu o nome do engenheiro que a idealizou, ficando conhecida como "Estação Eugênio de Melo". Em 1881 uma forte geada destruiu 60% dos cafezais colocando a vila em grandes dificuldades econômicas, de modo que os agricultores locais optaram por substituir gradualmente a cafeicultura por plantações mais diversificadas.
No início do Século XX, em decorrência da decadência da economia cafeeira em todo o Vale do Paraíba, a produção de café ainda remanescente foi praticamente encerrada.
Após alguns anos de dificuldades, o povoado teve um período de expansão e crescimento econômico decorrente da construção da primeira estrada de rodagem Rio-São Paulo, em 1924.
A presença desta rodovia beneficiou o comércio local e trouxe mais mobilidade à população. Linhas de ônibus foram criadas e passaram a cruzar a área urbana, facilitando o deslocamento das pessoas.
Em função do aumento populacional, optou se por oficializar a criação de um distrito, determinado pelo decreto estadual 6.638, de 31 de agosto de 1934. A localidade recebeu o nome de Eugênio de Melo, em homenagem ao engenheiro responsável pela construção da estação que fomentou o surgimento do vilarejo no final do século XIX.
O processo de industrialização pelo qual passou São José dos Campos durante o século XX também se refletiu em Eugênio de Melo. A partir da década de 1960  diversas indústrias começaram a se instalar no distrito. Além de ampliar o mercado de trabalho, a industrialização deste local gerou a necessidade de incremento da infra-estrutura, fomentando a urbanização da região. 
A população local aumentou expressivamente no final do século XX e início do século XXI, atraídas sobretudo pela ampla disponibilidade de terras, pela facilidade de acesso e pela presença de grandes indústrias no entorno.
Em meados da década de 2000 a estação Eugênio de Melo, outrora responsável pela origem do nome do distrito, foi desativada por falta de demanda, uma vez que as indústrias locais adotaram o modal rodoviário como prioritário em suas atividades de logística e transporte.
Em decorrência da proximidade com a Rodovia Presidente Dutra, atualmente a região tem sido alvo de empreendimentos industriais e imobiliários, contando com a criação de diversos condomínios residenciais fechados de médio e grande porte e alguns loteamentos de acesso controlado, além da constante construção de novas plantas industriais.
Da época cafeeira em Eugênio de Melo, ainda restam nos dias de hoje alguns patrimônios históricos, como a velha estação ferroviária, a sede da extinta fazenda Galo Branco e algumas ruínas de instalações pertencentes às antigas fazendas que ocupavam as terras da região.

### Toponímia
O nome deste distrito consiste em uma homenagem a Eugênio Adriano Pereira da Cunha e Mello, militar, engenheiro e diretor da Estrada de Ferro Central do Brasil de 1889 a 1891, responsável pela implantação da estação de trem que impulsionou o crescimento demográfico local.

### Formação administrativa
Primeiramente foi criado o distrito policial por decreto de 23 de abril de 1917. O distrito foi oficialmente instituído pelo decreto nº 6.638, de 31 de agosto de 1934. Entretanto, considera-se que sua fundação ocorreu em 31 de agosto de 1877, sendo esta a data comemorada como seu aniversário.

## Geografia

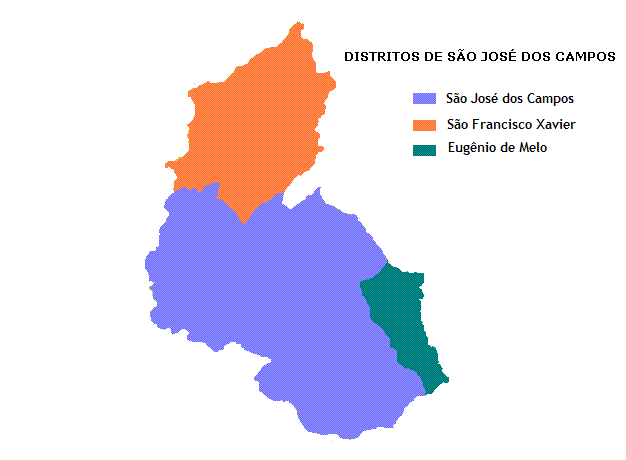
Limites territoriais dos distritos pertencentes a São José dos Campos.

Localiza-se na zona leste de São José dos Campos, sendo uma região industrializada e em crescimento que encontra-se em processo de conurbação com o município de Caçapava. Concentra grandes indústrias, como a General Motors, Embraer, Ericsson, Parker, Amplimatic, Heatcraft, Orion, entre outras. Neste distrito também está situado o Parque Tecnológico da cidade e a maior unidade do Ceagesp de todo o vale do Paraíba.
Eugênio de Melo encontra-se, em sua maior parte, inserido na bacia hidrográfica do rio Pararangaba, tendo seu território demarcado pela presença deste rio e de diversos córregos afluentes. Em seu limite norte, o distrito apresenta porções territoriais cuja drenagem ocorre  diretamente para o Rio Paraíba do Sul.
O território pertencente ao distrito apresenta como principal característica geomorfológica a presença de vastos terrenos planos e depósitos sedimentares decorrentes da presença de um antigo lago que cobria praticamente toda a região há um milhão de anos.
O relevo é composto por terrenos significativamente planos, de modo que o setor apresenta elevada suscetibilidade à saturação e ao acumulo de água superficial.  Não é incomum a presença de afloramentos de águas subterrâneas, formando pequenas lagoas e charcos.
Tal geomorfologia foi moldada no período quaternário. Ao longo deste período,  os processos externos envolvendo intemperismo, movimentos de encostas, erosão e sedimentação, foram responsáveis pela evolução dessas formas de relevo.
O subsolo é demarcado pela presença de aquíferos rasos e abundantes.. Em alguns pontos observa-se a ocorrência de depósitos de turfa, decorrentes de material orgânico acumulado milhões de anos atrás, enquanto a paisagem lacustre dominava a região. Praticamente a totalidade do distrito está localizada sobre o sistema aquífero Taubaté, cujos poços fornecem águas bicarbonatadas sódicas
Os solos locais são predominantemente areno-argilosos, muito permeáveis, tendo origem essencialmente aluvionar.. Em escavações e em taludes à beira de estradas observam-se pontualmente a presença de algumas linhas de pedra, evidenciando a presença de leitos de extintos rios e fundos de antigos lagos
Devido ao relevo bastante plano, ao longo de sua história geológica o curso do rio Paraíba do Sul passou por diversas alterações naturais no trecho em que passa pela área rural deste distrito, o que se reflete no grande número de meandros abandonados observados nas proximidades do seu canal principal. Nestes meandros normalmente há a presença de águas estagnadas, com algum grau de eutrofização e vegetação típica de áreas úmidas.

### Demografia

#### População urbana
| Crescimento população urbana | Crescimento população urbana | Crescimento população urbana | Crescimento população urbana |
| Censo                        | Pop.                         |                              | %±                           |
| ---------------------------- | ---------------------------- | ---------------------------- | ---------------------------- |
| 1934                         | 331                          |                              |                              |
| 1940                         | 331                          |                              | 0,0%                         |
| 1950                         | 458                          |                              | 38,4%                        |
| 1960                         | 1 175                        |                              | 156,6%                       |
| 1970                         | 1 999                        |                              | 70,1%                        |
| 1980                         | 8 145                        |                              | 307,5%                       |
| 1991                         | 38 572                       |                              | 373,6%                       |
| 2000                         | 68 095                       |                              | 76,5%                        |
| 2010                         | 83 652                       |                              | 22,8%                        |
| Fonte: IBGE e Fundação SEADE |                              |                              |                              |

#### População total
Pelo Censo 2010 (IBGE) a população total do distrito era de 83 665 habitantes, sendo 41 829 homens e 41 836 mulheres, possuindo um total de 26 568 domicílios particulares.

### Área territorial
A área territorial do distrito é de 90,953 km².

### Limites territoriais
Os limites territoriais do distrito foram definidos pela lei municipal nº 2222, de 10 de setembro de 1979. Esta lei estabelece que o distrito de Eugênio de Melo ocupa parte da zona leste de São José dos Campos, fazendo limites com as municipalidades de Caçapava a leste e Jambeiro ao sul.
Em sua maior parte, a delimitação entre Eugênio de Melo e o distrito sede de São José dos Campos é demarcada pelo traçado do divisor de águas de microbacias ligadas ao rio Pararangaba. e por alguns de seus córregos afluentes. Conjuntamente, esta lei estabelece que em certos trechos, esta divisa também segue traçado imposto pela presença da faixa de domínio das torres de eletricidade existentes no local

### Bairros

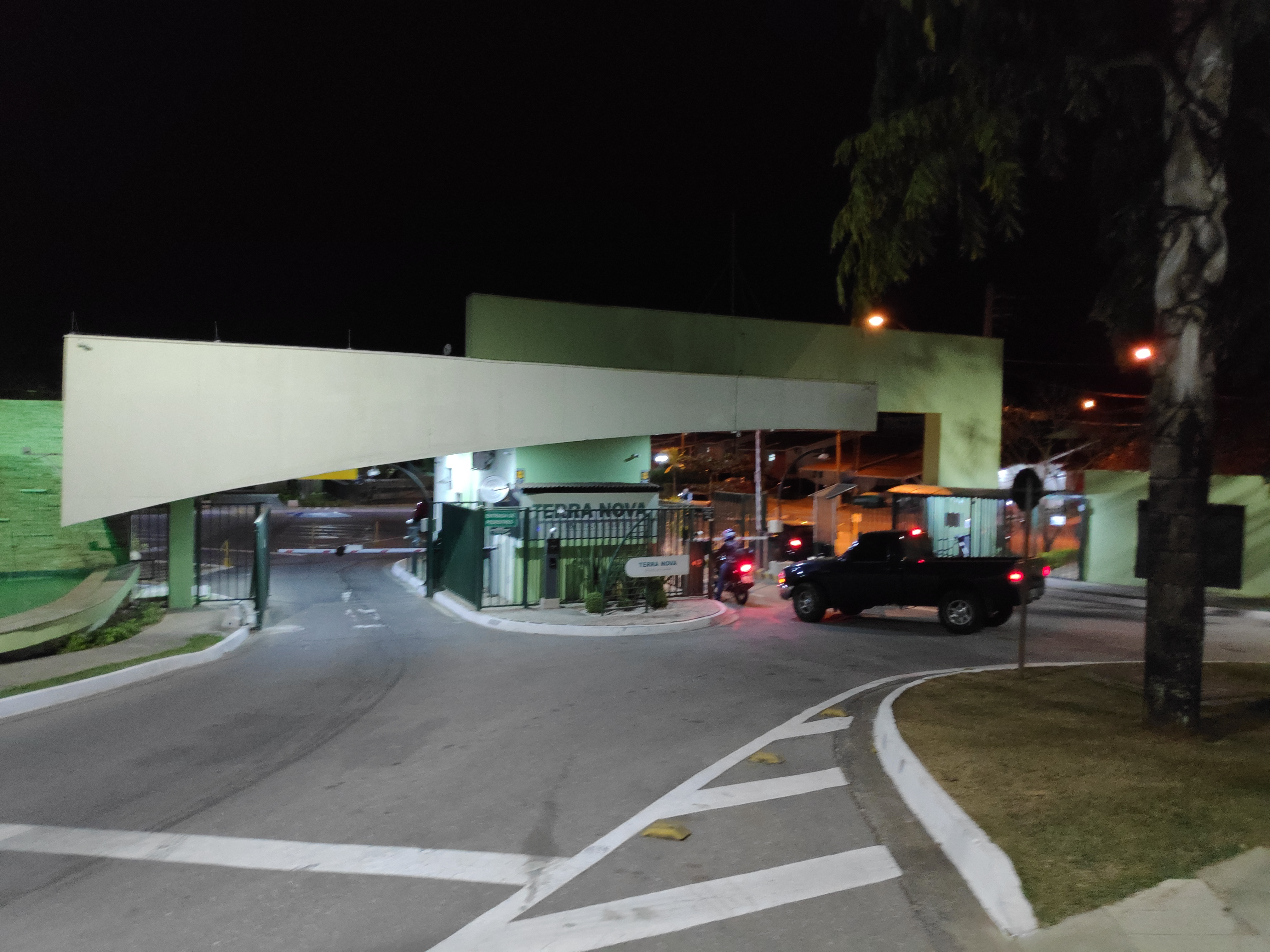
Entrada de condomínio fechado existente no distrito de Eugênio de Melo

Contando atualmente com mais de 83 mil habitantes, o distrito de Eugênio de Melo encontra-se subdividido por 64 bairros, dentre os quais, destacam-se como os principais:
| Chácara Boa Esperança     | Jardim Lesta          | Jardim São Vicente    | Eugênio de Melo        |
| Vereda dos Campos         | Jardim Nova Michigan  | Magestic              | Galo Branco            |
| Jardim da Flores          | Jardim Pararangaba    | Jardim Paraíso do Sol | Nova Detroit           |
| Jardim Ebenezer           | Parque Nova Esperança | Jardim das Cerejeiras | Jardim Ipê             |
| Jardim Santa Inês I       | Jardim Santa Inês II  | Jardim Santa Inês III | Portal do Céu          |
| Residencial Armando Righi | Jardim Itapuã         | Jardim Santa Lúcia    | Residencial Terra Nova |
| Parque Novo Horizonte     | Fazenda Ronda         | Capão Grosso          | Santa Lúcia            |

### Hidrografia

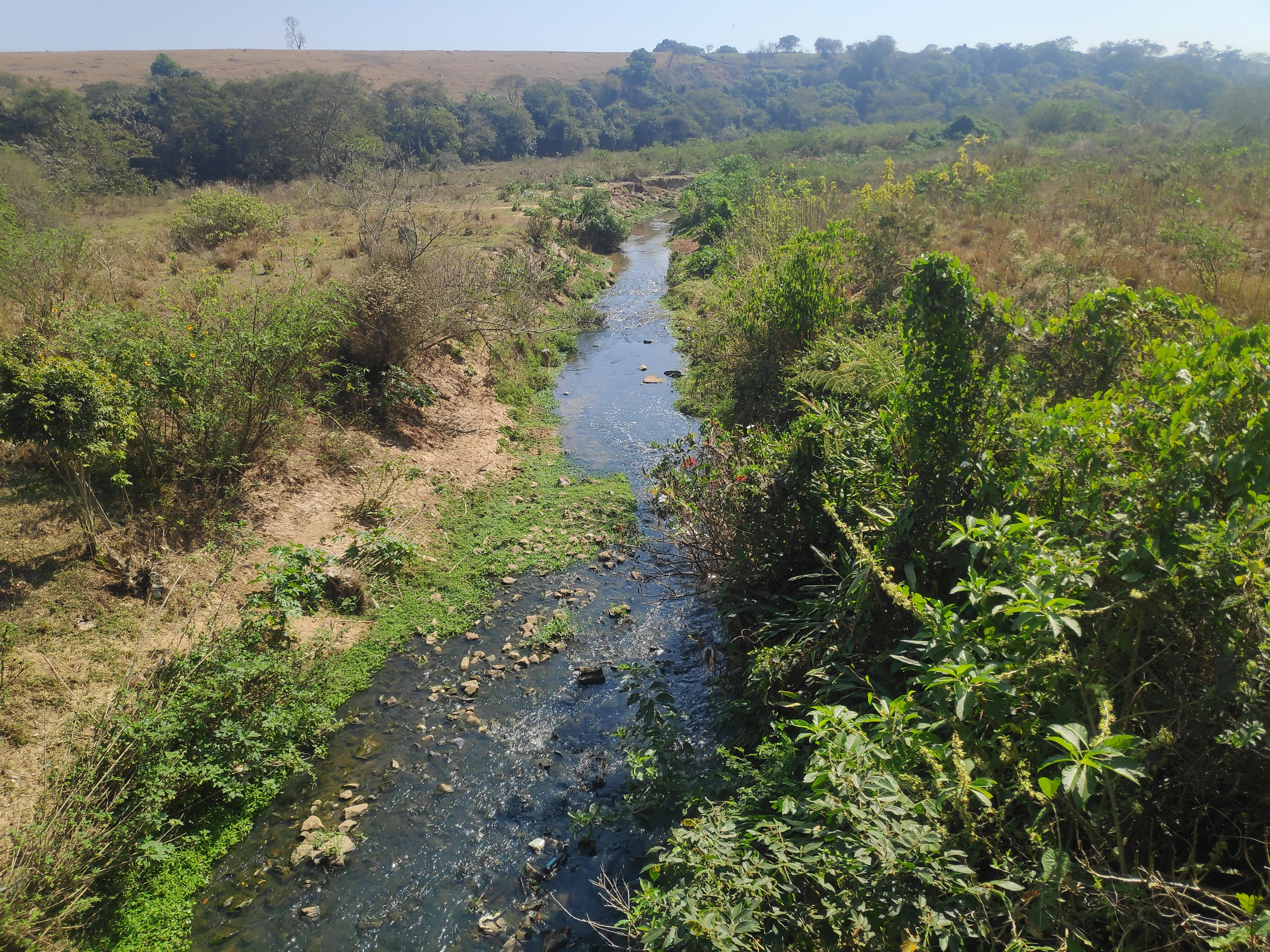
Rio Pararangaba em trecho no setor rural do distrito de Eugênio de Melo

Dentre os principais cursos d'água que cruzam este distrito, destacam-se:
- Rio Paraíba do Sul - delimita parte da divisa entre o distrito de Eugênio de Melo e o distrito sede de São José dos Campos[36];
- Rio Pararangaba - os divisores de águas de sua bacia hidrográfica delimitam as divisas entre Eugênio de Melo e o município de Jambeiro ao sul. Seus  divisores de água também demarcam grande parte dos limites com o município de Caçapava, à leste e com a sede de São José dos Campos em seu lado oeste[36];
- Córrego Bueirinho - percorre parte da área urbana localizada entre a área central do distrito e o bairro do Galo Branco.[36] Em decorrência da intensa ocupação urbana, esse córrego apresenta grandes problemas relacionados ao assoreamento e acúmulo de dejetos em seu leito[37][38];
- Córrego da Divisa - cruza a Rodovia Presidente Dutra e seu trajeto é responsável pela delimitação de parte da divisa entre o distrito de Eugênio de Melo e o município de Caçapava[36];
- Córrego dos Felinos - afluente da margem direita do rio Pararangaba[39] cujo curso e fluxo de suas águas encontram-se bastante alterados em função da ação antrópica. Cruza a Rodovia Presidente Dutra e a estrada velha Rio-São Paulo nas proximidades do viaduto Santa Inês, por meio de tubulações.[36][40]

### Meio ambiente
Devido à elevada concentração demográfica, presença de diversas indústrias e proximidade com uma movimentada rodovia, o distrito de Eugênio de Melo enfrenta alguns problemas ambientais.
Dentre esses impactos, destacam-se aqueles relacionados à poluição, desmatamento, erosão e assoreamento dos canais.
Embora suas ruas sejam relativamente bem arborizadas, a secular prática de agricultura eliminou a maior parte da vegetação natural da região, de modo que há poucas áreas com matas nativas remanescentes. As maiores porções de áreas florestais encontram-se concentradas no extremo sul do distrito, no setor em que este faz divisa com o município de Jambeiro.
Grande parte das matas ciliares do rio Pararangaba e seus afluentes encontram-se ausentes. Nas margens do rio Paraíba do Sul a situação não é diferente, tendo pontos onde a agricultura avança até as bordas do corpo hídrico, ocupando terras que deveriam ser destinadas como áreas de preservação permanente (APP).

### Rodovias
O distrito de Eugênio de Melo encontra-se nas proximidades da Rodovia Presidente Dutra. Seus dois principais acessos à partir desta rodovia ocorrem pelo km 139, no viaduto Santa Inês ou pelo viaduto Eugênio de Melo, localizado no km 136 desta mesma autoestrada.
A sede do distrito é cortada pela Estrada Velha Rio - São Paulo, em um trecho onde recebe a denominação de Rodovia Prefeito Edmir Vianna Moura (SP-62), a qual faz a ligação entre o viaduto Santa Inês e a área central do distrito, passando também pelo bairro do Galo Branco.

### Ferrovias
Pátio Eugênio de Melo (FEG) do Ramal de São Paulo (Estrada de Ferro Central do Brasil), sendo a ferrovia operada atualmente pela MRS Logística.

## Serviços públicos

### Registro civil
Atualmente é feito no próprio distrito, pois o Cartório de Registro Civil das Pessoas Naturais ainda continua ativo.

### Saneamento
O serviço de abastecimento de água é feito pela Companhia de Saneamento Básico do Estado de São Paulo (SABESP). O distrito conta com uma estação de tratamento de esgoto, a ETE Pararangaba. Esta estação opera de forma totalmente automatizada, sendo capaz de tratar 404 litros de efluentes por segundo, antes de lançá-los na parte final do curso do rio Pararangaba.  O lodo residual decorrente desse tratamento é destinado ao aterro sanitário do município.

### Energia
A responsável pelo abastecimento de energia elétrica é a EDP São Paulo, antiga Bandeirante Energia.

### Telecomunicações
O distrito foi inicialmente atendido pela Telecomunicações de São Paulo (TELESP), que inaugurou a central telefônica utilizada até os dias atuais. Em 1998 esta empresa foi vendida para a Telefônica, que em 2012 adotou a marca Vivo para suas operações.

## Pontos de interesse

### Jequitibá-Rosa

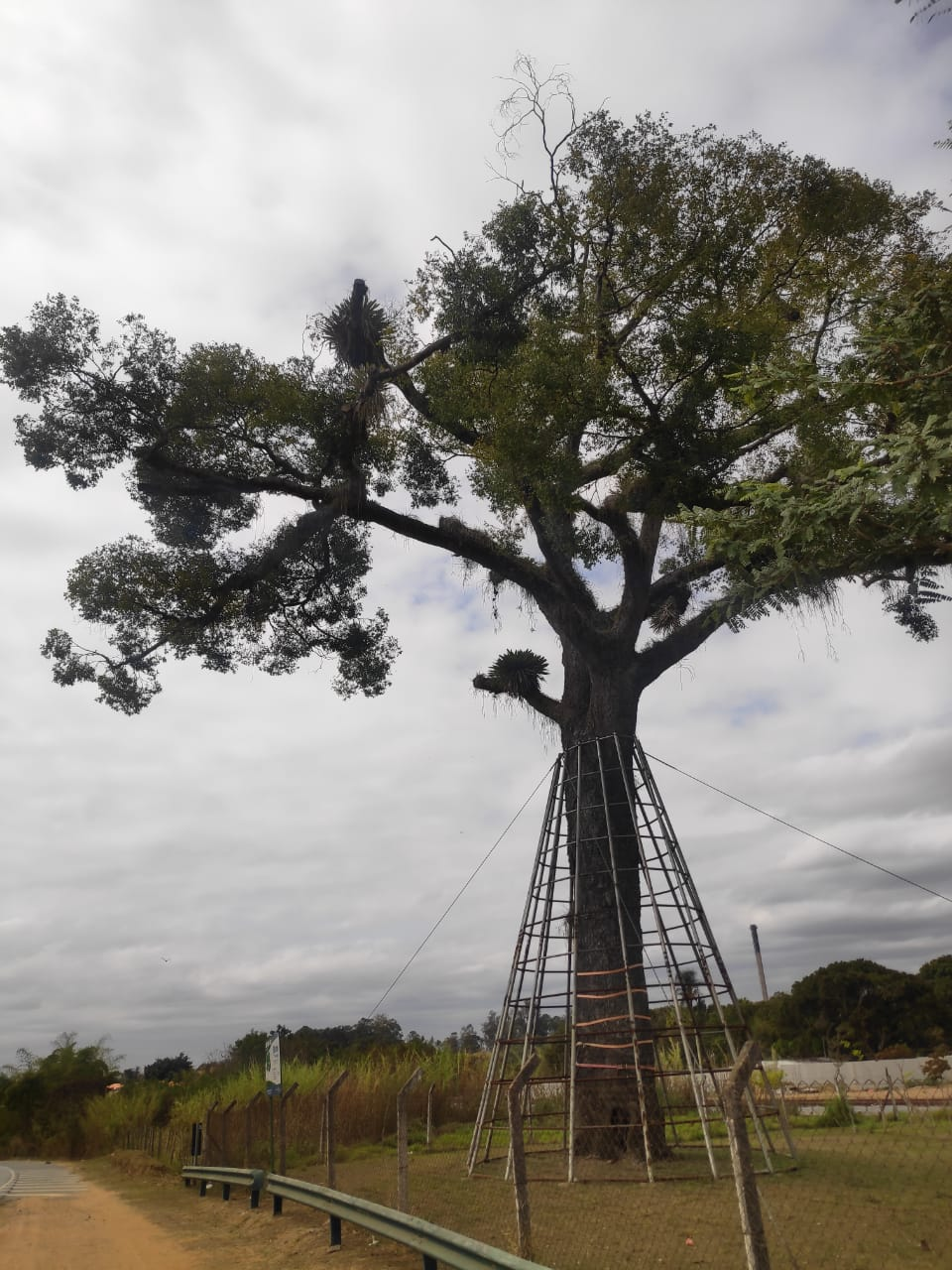
Jequitibá-Rosa de Eugênio de Melo, com reforço estrutural ao redor de seu tronco.

No distrito de Eugênio de Melo está presente a árvore-símbolo de São José dos Campos. Trata-se de um jequitibá-rosa de grandes dimensões, cuja idade foi estimada como sendo superior a  500 anos, fazendo desta uma das mais antigas árvores situadas em área urbanizada no Brasil.
As dimensões desta árvore envolvem 27 metros de altura e 30 metros de diâmetro em sua copa, superando as medidas médias das espécies deste gênero.
Durante a Revolução Constitucionalista de 1932, esta árvore foi utilizada como anteparo para testes de resistência de tanques de guerra. As investidas desses veículos causaram fissuras em seu tronco, o que fez com que a árvore ficasse mais vulnerável à ação de incêndios.
Atualmente, o jequitibá encontra-se em processo de recuperação, incluindo a instalação de um reforço estrutural em metal no entorno de seu tronco, para evitar que ele sucumba a eventuais vendavais e tempestades.. A árvore também recebe frequentes sessões de adubação química e aplicação de fungicidas e inseticidas para controlar pragas e doenças
A estimativa para retirada da cinta de metal que atualmente dá suporte à árvore é de quarenta anos após sua instalação, o que ocorrerá no ano de 2050.. Este também é o período que se estima para a recuperação da saúde deste espécime vegetal, uma vez que é esperado que o processo ocorra de forma muito lenta, devido a grande debilidade apresentada pela planta

### Estação ferroviária

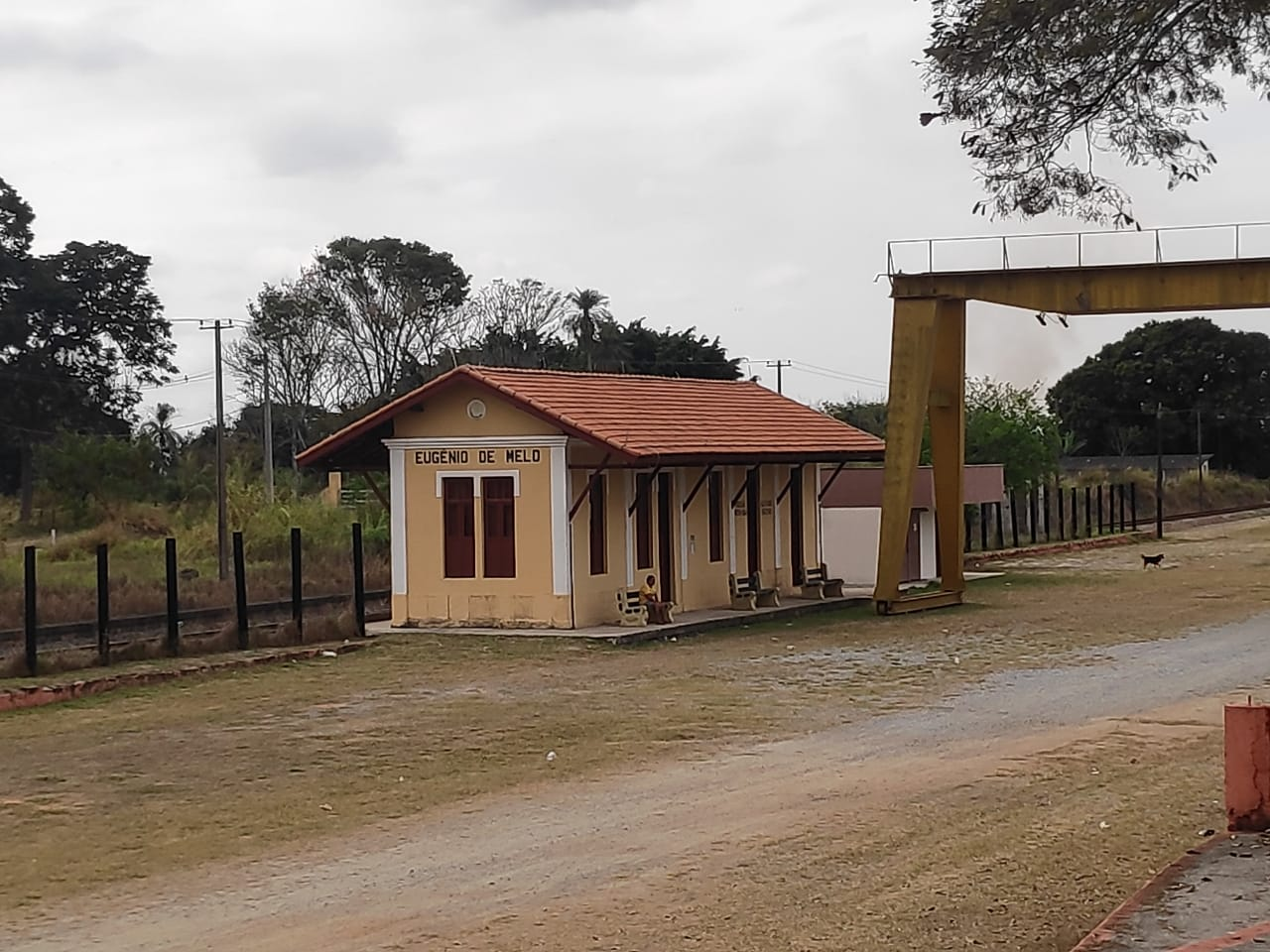
Prédio da antiga Estação Eugênio de Melo

A Estação Eugênio de Melo foi criada em decorrência do crescimento da produção cafeeira local, sendo muito utilizada para exportação dos grãos de café e para o transporte de passageiros. Inaugurada em 1898, consiste em um importante marco arquitetônico e patrimonial histórico de São José dos Campos, simbolizando o início do desenvolvimento econômico da cidade.
Em 1995 este prédio foi tombado pelo Conselho Municipal de Preservação do Patrimônio Histórico, Artístico, Paisagístico e Cultural de São José dos Campos (Comphac).
A estação foi desativada em meados dos anos 2000. Atualmente, a Prefeitura administra o local, sendo utilizado com o objetivo de receber e exibir variadas manifestações artísticas.

### Parque Tecnológico de São José dos Campos
O Parque Tecnológico de São José dos Campos, encontra-se instalado no distrito de Eugênio de Melo, às margens da Rodovia Presidente Dutra.. Diariamente cerca de 6 mil pessoas circulam por este local
Este polo de tecnologia conta com 72 empresas instaladas e a presença de 8 instituições de ensino superior; além de diversos institutos de ciência e tecnologia associados. Sua área construída totaliza 188 mil m², contando com 4 auditórios, 3 salas de eventos e um heliponto.
Somadas, as universidades instaladas no parque tecnológico envolvem cerca de 5 mil alunos, além de centenas de professores e funcionários administrativos.

## Religião
O Cristianismo se faz presente no distrito da seguinte forma:

### Igreja Católica
- A igreja faz parte da Diocese de São José dos Campos[63]

### Igrejas Evangélicas
- Assembleia de Deus - O distrito possui congregação da Assembleia de Deus Ministério do Belém, vinculada ao Campo de São José dos Campos[64]
- Congregação Cristã no Brasil[65]